# Ханде Атаизи
Хандѐ Ата̀изѝ (на турски: Hande Ataizi) е турска театрална и филмова актриса.

## Биография
Започва актьорската си кариера на 20-годишна възраст с участие в сериала „Yaz Evi“ през 1993 г. До края на 2009 г. се е снимала общо в 5 филма и 14 сериала. В България е позната с ролята на Арзухан Йозтюрк от филма „Къщата на ангелите".
„Ангелският остров“ е единственият филм, в който Ханде Атаизи игае отрицателна роля – студена жена, стремяща се към върха на богатсвото, готова е да убива за пари.